# 交通費支援計劃
交通費支援計劃（英文：Transport Support Scheme）俗稱舊交津，是香港政府為居住在偏遠地區的低收入居民提供的交通津貼，於2008年7月2日至2011年9月30日期間推行，後被「鼓勵就業交通津貼計劃」取代。

## 背景
過去有不少居住在偏遠地區的居民指出由於收入過低，原區就業困難，交通費太高，故被迫放棄跨區工作，政府有見及此，於2007年6月25日起，與10間非政府機構合作，開始交通費支援計劃，為期半年，減輕這些居民的負擔。

## 申請資格
居住在屯門，元朗，北區和離島這四個區域的合法可受僱人士，個人資產總值不超過44,000元，月入低於6,500元而需要跨區工作的僱員或待業者。55

## 資助金額

### 求職津貼
待業人士在成功申請後一年內可以實報實銷的形式申請最多600元的交通津貼，時期不限。

### 跨區交通津貼
跨區工作的低收入居民可以申請每個月600元的交通津貼，為期最長6個月

## 計劃變動
在2008年至2009年度香港政府財政預算案中，財政司司長曾俊華指可以把申請資格放寬，月入低於6500元及在該4個地區本區上班的僱員亦可受惠，另外跨區交通津貼的資助期限亦會延長至12個月。